# 워싱턴주의 주지사

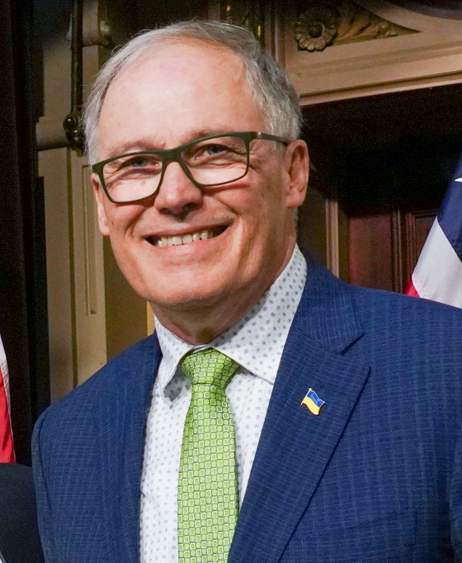
제이 인즐리 현 워싱턴주지사

워싱턴주의 주지사(영어: Governor of Washington)는 미국 워싱턴주 정부의 수장이자 워싱턴주 군대의 총사령관이다. 공직자는 주법을 집행할 의무가 있으며, 워싱턴 주의회에서 통과된 법안을 승인하거나 거부할 권한이 있으며, 지출 법안의 특정 조항을 취소할 수 있는 라인 항목 거부권이 있다. 워싱턴주지사는 또한 "특별한 경우"에 의회를 소집할 수도 있다.
워싱턴 준주에는 1853년 워싱턴주가 형성될 때까지 14명의 준주 주지사가 있었다. 준주 주지사는 미국 대통령에 의해 임명되었다. 엘리샤 P. 페리는 가장 긴 임기를 8년으로 보냈고 이후 워싱턴 주의 초대 주지사가 되었다. 윌리엄 H. 월리스는 주지사로 임명되었지만 준주 의회 대의원으로 선출되어 취임하지 못했다. 조지 에드워드 콜은 주지사로 임명되어 취임했지만 미국 상원에서 비준을 받지 못했고 4개월 만에 주지사로 교체되었다.